# Витебский ледовый дворец спорта
«Ви́тебский ледо́вый дворе́ц спо́рта» (бел. «Ві́цебскі лядо́вы пала́ц спо́рту») — спорткомплекс в городе Витебск, Беларусь.
Введён в эксплуатацию 13 ноября 1999 года. Основное назначение — проведение матчей по хоккею с шайбой, соревнований по фигурному катанию, шорт-треку и другим ледовым видам спорта. В свободное от спортивных мероприятий время ледовая площадка задействована для проведения массовых катаний на коньках. Предусмотрена возможность трансформирования хоккейной коробки в площадку для игровых видов спорта, спортивных единоборств, тенниса, тяжёлой атлетики, гимнастики, бокса, а также в сцену для проведения концертов и других зрелищных мероприятий. Вместимость дворца составляет 1900 зрителей.
Арена дворца является домашней площадкой хоккейного клуба «Витебск» выступающего в белорусской экстралиге. Также на ледовой арене тренируются учащиеся ДЮСШ ХК «Витебск» (хоккей, фигурное катание), областной школы высшего спортивного мастерства и «СДЮШОР СК профсоюзов» по шорт-треку, любительские хоккейные команды. К 2010 году рядом с Ледовым дворцом планировалось построить крытую тренировочную площадку.